# Rhopalophora bicolorella
Rhopalophora bicolorella es una especie de escarabajo longicornio del género Rhopalophora, categorizada en la tribu Rhopalophorini, de la subfamilia Cerambycinae. Fue descrita por Knull en 1934 y publicada en New Coleoptera (Buprestidae and Cerambycidae). The Ohio Journal of Science, Columbus 34 (5): 333–336.
Mide 4,5-11,5 mm de longitud. Se distribuye por Estados Unidos y México.